# مرض فرادي
في علم الأوبئة للأمراض المعدية ، المرض الفرادي هو مرض معدٍ يحدث بشكل غير متكرر أو عشوائي أو غير منتظم أو أحيانًا من وقت لآخر في عدد قليل من الأماكن المعزولة، دون نمط زمني أو مكاني واضح، على عكس التفشي الوبائي أو الأنماط المتوطنة التي يمكن التعرف عليها.     الحالات قليلة للغاية (فردية أو في مجموعة) ومتباعدة على نطاق واسع في الزمان والمكان بحيث لا يوجد اتصال واضح بينها أو أن يكون الاتصال قليلًا شبه معدوم. كما أنها لا تظهر مصدرًا مشتركًا للعدوى يمكن التعرف عليه . 
في مناقشة الأمراض غير المعدية ، فإن المرض الفرادي هو مرض غير معدٍ (مثل السرطان ) يحدث لدى الأشخاص الذين ليس لديهم أي تاريخ عائلي لهذا المرض أو بدون أي استعداد وراثي للمرض (تغير في الحمض النووي مما يزيد من خطر الإصابة بهذا المرض).  لا تنشأ الأمراض غير المعدية الفرادية بسبب أي جين موروث يمكن تحديده، ولكن بسبب الطفرات الجينية التي تحدث بشكل عشوائي تحت تأثير العوامل البيئية أو لأسباب غير المعروفة. تحدث الأمراض غير المعدية الفرادية عادة في وقت متأخر من الحياة (تظاهر متأخر)، ولكن توجد أيضًا أمراض غير معدية فرادية تظهر في وقت مبكر.

## أمثلة

### الأمراض المعدية الفرادية
تعتمد الأمثلة على الزمان والمكان، لأن المرض المعدي الشائع في منطقة ما قد يكون نادرًا في منطقة أخرى.
في الولايات المتحدة ، يعتبر الكزاز ، وداء الكلب ، والطاعون أمثلة على الأمراض الفرادية. ذلك على الرغم من أن البكتيريا المسببة لمرض الكزاز (المطثية الكزازية Clostridium tetani) موجودة في التربة في كل مكان في الولايات المتحدة، فإن عدوى الكزاز نادرة جدًا وتحدث في أماكن متفرقة لأن معظم الأفراد إما تلقوا التطعيمات أو نظفوا الجروح بشكل مناسب. وعلى نحو مماثل، تسجل البلاد حالات متفرقة قليلة من الطاعون كل عام، والتي تنتقل عادة من القوارض في المناطق الريفية في الجزء الغربي من البلاد. 
في مثال آخر، تعرّف منظمة الصحة العالمية الملاريا بأنها فرادية عندما تكون الحالات المحلية (أي بين فردين في نفس المكان) قليلة جدًا ومتناثرة بحيث لا يكون لها أي تأثير ملموس على المجتمع. 

### الأمراض غير المعدية الفرادية
بعض الأمثلة على الأمراض غير المعدية المتفرقة مرض الزهايمر الفرادي ، ومرض كروتزفيلد جاكوب الفرادي ، والسرطانات الفرادية (مثل سرطان الخلايا القاعدية المتفرق ، وسرطان الثدي المتفرق، وسرطان الغدة الدرقية النخاعي المتفرق ، وساركوما كابوزي المتفرقة )،
والأرق المميت الفرادي ، وتضخم الغدة الدرقية الفرادي، والصداع النصفي الشللي الفرادي ، والاعتلال العضلي النيماليني المتأخر الفرادي ، والورم العصبي الليفي الفرادي ، والبرفيرية الجلدية المتأخرة الفرادية .